# ルック (音楽グループ)
ルック（LOOK）は、日本のバンド。1985年（昭和60年）のデビュー曲「シャイニン・オン 君が哀しい」がヒットしたことで知られる。1988年（昭和63年）活動停止。

## メンバー
| 名前                               | 生年月日                               | 血液型 | 担当                    |
| ---------------------------------- | -------------------------------------- | ------ | ----------------------- |
| 鈴木トオル （すずき とおる）       | 1959年10月20日（65歳）                 | B型    | ボーカル ギター         |
| 千沢仁 （ちざわ まさし）           | 1959年9月9日（65歳）                   | AB型   | ピアノ ボーカル         |
| チープ広石 （チープひろいし）      | 1961年3月19日 - 2014年3月9日（52歳没） | A型    | サックス                |
| 山本はるきち （やまもと はるきち） | 1960年5月4日（65歳）                   | O型    | シンセサイザー ボーカル |

## 略歴
1985年（昭和60年）4月21日、シングル「シャイニン・オン 君が哀しい」でEPIC・ソニー（現エピックレコードジャパン）からデビュー。協和発酵『サントネージュワインクーラー』のCMソングとしてオンエアされ、20.2万枚を売上げるヒットを記録した。
1986年（昭和61年）、「少年の瞳」がクレディセゾン（セゾンカードインターナショナル）のCMソングに使用された。
1988年（昭和63年）12月25日、渋谷公会堂での公演を最後に、LOOKとしての活動を停止。12月31日に鈴木が脱退。
1989年（平成元年）千沢、チープ、山本の3人に新ヴォーカルとして大和邦久を迎え入れ、L3C（LOOK LONESOME LANE CLUBの略）という新ユニットを結成。11月28日にシングル「さよならは冬の星座」、翌1990年（平成2年）3月25日にはL3C唯一のアルバム『I LOVE YOU』をリリースした。
2005年（平成17年）6月29日、当時のミュージック・ビデオ3曲を収録したDVDが付属するベストアルバム『CD & DVD THE BEST LOOK』がSony Music Directからリリースされた。

## エピソード
4人はそれぞれ別のバンドで、新宿のライブハウスの常連として出演していた。まず鈴木が「東京でロックミュージカルをやらないか」と声をかけられ付いて行き出会ったのが千沢であった。鈴木の友人が御前崎でレコーディング・スタジオを経営していた関係で、そのスタジオで鈴木と千沢の二人でデモテープ制作を開始。デモテープはすぐソニー関係者の目に留まり、とんとん拍子のうちにメジャー・デビューが決まる。その後、すぐにソニーがスカウトして連れて来た広石、山本が加入。所属事務所も決まる。鈴木曰く「全員が音楽歴も音楽的志向も違うセミプロの集まりのようなもので、言い争いも絶えなかった」と話している。
グループ名の由来は、不二家の『LOOKチョコレート』。4種類のフレーバーが特徴のLOOKチョコレートと、音楽的指向のそれぞれ異なる4人の個性とをオーバーラップさせた。メンバー全員が血液型が違うためという理由もある。グループ公式ロゴには「LOOK」の4文字の下に「EXTRA MILD」というキャプションが入っている。
「シャイニン・オン 君が哀しい」がヒットした当時は、チェッカーズやC-C-Bが共に人気を博していた頃でもあり、LOOKも同様にアイドル的な見られ方をされていたこともあったが、これに鈴木は不満に思っていた節もあり「むしろ、安全地帯的な見られ方をされたかった」とも話している。
1986年（昭和61年）、OVA『ガルフォース ETERNAL STORY』の挿入歌として山本がメインボーカルの「Round at the night」が使用されたが、元々は山本が個人的に広石と共作したコンテスト用の楽曲であり、アニメ挿入歌のオファーがあった際に歌詞を改訂した上でLOOK名義にて提供したことを自身のサイトにて明かしている。この楽曲は、サックスとベース以外は全て山本の演奏によるもの。
1988年（昭和63年）、広島ピースコンサート（"HIROSHIMA1987-1997"）第3回に出演。演奏曲のうち「ラストシーンから始めよう」バラード・ヴァージョンがライブ・アルバム『ALIVE HIROSHIMA'88』に収録されている。PEACE BIRDS '88 ALLSTARS名義で発売された同年テーマソング「君を守りたい」に鈴木・広石2名が参加。本楽曲は第30回日本レコード大賞の特別賞を受賞した。1988年12月31日の授賞式に4人揃って日本武道館に集結。これがLOOKとして最後の仕事となった。

## 作品

### シングル
| #                 | 発売日         | タイトル                    | B面                                  | 規格         | 規格品番     |
| EPIC・ソニー      | EPIC・ソニー   | EPIC・ソニー                | EPIC・ソニー                         | EPIC・ソニー | EPIC・ソニー |
| ----------------- | -------------- | --------------------------- | ------------------------------------ | ------------ | ------------ |
| 1st               | 1985年4月21日  | シャイニン・オン 君が哀しい | ト・ビ・ラのむこうで                 | EP           | 07・5H-242   |
| 2nd               | 1985年11月21日 | Hello Hello                 | 悲しきプリズナー                     | EP           | 07・5H-266   |
| 3rd               | 1986年3月21日  | 少年の瞳                    | Song For You (12inch Single Version) | 12inch       | 12・3H-210   |
| 3rd               | 1986年3月21日  | 少年の瞳                    | Bright                               | 12inch       | 12・3H-210   |
| 4th               | 1986年11月1日  | 追憶の少年                  | 恋はフェアリー                       | EP           | 07・5H-322   |
| 5th               | 1987年4月22日  | サヨナライエスタデイ        | -                                    | EP           | 04・5H-349   |
| 6th               | 1987年8月1日   | ラスト・シーンから始めよう  | Ring! Ring! Ring!                    | EP           | 07・5H-368   |
| 7th               | 1988年1月21日  | ONE DIMEの夢                | PARTY LIFE                           | EP           | 07・5H-404   |
| 7th               | 1988年2月26日  | ONE DIMEの夢                | PARTY LIFE                           | 8cmCD        | 10・8H-3008  |
| EPIC/SONY RECORDS |                |                             |                                      |              |              |
| 8th               | 1988年11月2日  | 冬のステーション            | HELLO GOOD-BYE                       | 8cmCD        | 10・8H-3068  |

### アルバム

#### オリジナル・アルバム
|              | 発売日        | タイトル           | 規格         | 規格品番     |
| EPIC・ソニー | EPIC・ソニー  | EPIC・ソニー       | EPIC・ソニー | EPIC・ソニー |
| ------------ | ------------- | ------------------ | ------------ | ------------ |
| 1st          | 1985年6月21日 | BOYS BE DREAMIN'   | LP           | 28・3H-165   |
| 1st          | 1985年6月21日 | BOYS BE DREAMIN'   | CD           | 32・8H-39    |
| 2nd          | 1986年5月21日 | LOOKIN' WONDERLAND | LP           | 28・3H-227   |
| 2nd          | 1986年5月21日 | LOOKIN' WONDERLAND | CD           | 32・8H-68    |
| 3rd          | 1987年5月21日 | WINGS              | LP           | 28・3H-283   |
| 3rd          | 1987年5月21日 | WINGS              | CD           | 32・8H-118   |
| 4th          | 1988年2月26日 | OVER-LOOK          | LP           | 28・3H-5001  |
| 4th          | 1988年2月26日 | OVER-LOOK          | CD           | 32・8H-5001  |

#### ベスト・アルバム
|                   | 発売日            | タイトル                     | 規格              | 規格品番          |
| Epic/Sony Records | Epic/Sony Records | Epic/Sony Records            | Epic/Sony Records | Epic/Sony Records |
| ----------------- | ----------------- | ---------------------------- | ----------------- | ----------------- |
| 1st               | 1997年11月21日    | GOLDEN J-POP/THE BEST ルック | CD                | ESCB-4902         |
| Sony Music Direct |                   |                              |                   |                   |
| 2nd               | 2005年6月29日     | CD & DVD THE BEST LOOK       | CD                | MHCL-589          |

### 映像作品
|              | 発売日        | タイトル       | 規格         | 規格品番     |
| EPIC・ソニー | EPIC・ソニー  | EPIC・ソニー   | EPIC・ソニー | EPIC・ソニー |
| ------------ | ------------- | -------------- | ------------ | ------------ |
| 1st          | 1988年4月21日 | ルックの大冒険 | VHS          | 78・2H-119   |
| 1st          | 1988年4月21日 | ルックの大冒険 | LD           | 68・4H-119   |

### 参加楽曲
| 発売日        | 商品名                                                  | 歌   | 楽曲                   | 備考                                    |
| ------------- | ------------------------------------------------------- | ---- | ---------------------- | --------------------------------------- |
| 1986年6月21日 | ガルフォース ETERNAL STORY オリジナル・サウンドトラック | LOOK | 「Round at the night」 | OVA『ガルフォース ETERNAL STORY』挿入歌 |

## タイアップ一覧
| 使用年 | 曲名                        | タイアップ                                       |
| ------ | --------------------------- | ------------------------------------------------ |
| 1985年 | シャイニン・オン 君が哀しい | 協和発酵「サントネージュワインクーラー」CFソング |
| 1986年 | 少年の瞳                    | クレディセゾン CFソング                          |
| 1986年 | Round at the night          | OVA『ガルフォース ETERNAL STORY』挿入歌          |
| 1988年 | 冬のステーション            | 三貴「ブティックJOY」CFイメージソング            |